# توماس لیواک
توماس لیواک (استونیایی: Toomas Liivak؛ زادهٔ ۱۰ سپتامبر ۱۹۷۰) بازیکن بسکتبال اهل استونی بود.
از باشگاه‌هایی که در آن بازی کرده‌است می‌توان به تیم بسکتبال دانشگاه تارتو اشاره کرد.